# Bernardo Bitti
Bernardo Bitti (Camerino, Estados Pontificios, actual Italia, 1548-Lima, Virreinato de Perú, actual Perú 1610) fue un hermano coadjutor jesuita y pintor italiano que desarrolló su trabajo en Lima, Cusco,Juli,Ayacucho, La Paz y Sucre. El aporte español y, en general europeo, a la Escuela cuzqueña de pintura se produce desde época muy temprana, cuando se inicia la construcción de la catedral. Es la llegada del pintor italiano Bernardo Bitti en 1575, sin embargo, la que marca un primer momento del desarrollo del arte cuzqueño. Este jesuita introduce en el Cusco una de las corrientes en boga en Europa de entonces, el manierismo, cuyas principales características eran el tratamiento de las figuras de manera un tanto alargada, con la luz focalizada en ellas y un acento en los primeros planos en desmedro del paisaje y, en general, los detalles.

## Estancia en el Perú

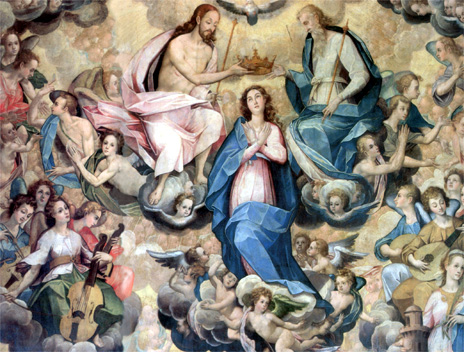
La Coronación de la Virgen, Iglesia de San Pedro de Lima.

Bernardo Bitti llega al Perú el 31 de mayo de 1575 para "evangelizar por medio del arte", a solicitud del Provincial de la Compañía de Jesús, Padre Bracamonte. Trabajó en Lima desde 1575, trasladándose a Cusco en 1583 y luego, en 1585, a Juliaca, Puno. Se documenta un retorno a Cusco entre 1595 y 1598, alternando su estancia en la  ciudad, según refieren  José de Mesa y Teresa Gisbert, con las ciudades de Chuquisaca y Arequipa incluso hasta 1600. Se hace referencia a una nueva estancia de Bitti en Arequipa hacia 1603 retornando a Lima en 1604, ciudad donde permanecerá hasta su muerte ocurrida en 1610. 
Su gran talento artístico lo convierte en el pintor principal y exclusivo de la orden jesuita. Fue un muy reconocido pintor y escultor de Sudamérica durante el siglo XVI. Aunque nunca firmó ninguno de sus cuadros, su estilo se ha vuelto inconfundible. Entre sus principales características podemos destacar el uso predominante de la línea, la mera insinuación de los volúmenes, la figura alargada al estilo manierista, la sofisticación en la postura de sus personajes, quienes están trabajados teniendo como base una línea serpentinata. En las figuras de Bitti no se aprecia el naturalismo, sino por el contrario, la ingravidez de sus telas, sus colores fantasiosos y la ausencia de diferentes texturas de sus paños (influencia del Greco y Rafael según los historiadores José de Mesa y Teresa Gisbert) responden  hacia un deseo de idealización de sus figuras como se puede observar en sus Vírgenes y Santos quienes están arropados con telas de colores pasteles.
A su muerte, su discípulo el jesuita Diego de la Puente (1575-1583), fue el continuador de su obra.

## Obras
- Lima

- Coronación de la Virgen
- La Virgen de la Purificación o Candelaria Iglesia de San Pedro
- Rector Jerónimo López Guarnido Museo de la Universidad Nacional Mayor de San Marcos
- Virgen María con el niño Museo Pedro de Osma
- Plancha de cobre con la imagen de la Virgen Museo Pedro de Osma
- Virgen de la O Iglesia de San Pedro
- Oración en el huerto Museo Nacional de Arqueología, Antropología e Historia del Perú
- Virgen de la Rosa Museo del los Descalzos (atribuido)

- Cusco:

- San Ignacio de Antioquía, escultura en maguey Museo Histórico Regional de Cusco
- Santiago Apóstol, escultura en maguey Museo Histórico Regional de Cusco
- San Gregorio Papa, escultura en maguey Museo Histórico Regional de Cusco
- San Sebastián, escultura en maguey Museo Histórico Regional de Cusco
- Virgen del pajarito Catedral de Cusco
- Cuadros de los misterios de la vida y pasión de cristo Catedral de Cusco
- Coronación de la Virgen Iglesia de la Merced (Cusco)
- Inmaculada Iglesia de la Merced (Cusco)
- Virgen con el niño Iglesia de la Compañía (Cusco) (no esta en exhibición)
-  Virgen de la Candelaria Iglesia de la Compañía (Cusco) (no esta en exhibición)
- Cristo resucitado Iglesia de la Compañía (Cusco) (no esta en exhibición)
- Las lágrimas de San Pedro Iglesia de la Compañía (Cusco) (no esta en exhibición)

- Arequipa

- Virgen con el Niño Iglesia de la Compañía (Arequipa)
- Cristo resucitado Iglesia de la Compañía (Arequipa)
- Escenas de la pasión Iglesia de la Compañía (Arequipa)
- Virgen de la Candelaria Iglesia de la Compañía (Arequipa)
- Virgen con el Niño Iglesia de yanahuara (Arequipa) (atr. Estabridis)
- Cristo Camino al calvario Colección Banco Central de Reserva, Arequipa (atr. Estabridis)

- Puno

- Virgen de la Asunción Iglesia de Nuestra Señora de la Asunción (Juli)
- Coronación de la Virgen
- Santa Catalina Iglesia de San Pedro Mártir (Juli)
- Santa Bárbara Iglesia de San Pedro Mártir (Juli)
- San Juan Bautista Iglesia de San Pedro Mártir (Juli)
- Sagrada familia de la pera Iglesia de San Pedro Mártir (Juli)
- Bautismo de Cristo Iglesia de San Juan de Letrán (Juli)
- San Juan el Evangelista Iglesia de San Juan de Letrán (Juli)
- Retablo de San Pedro de Acora
- Retablo de Challapampa
- San Juan Evangelista Iglesia de San Pedro (Acora)(atr. Mesa y Gisbert)
- Relieve de la Virgen de la Asunción (atr. Soria)

Durante este período su color se hace más intenso (azul, verde, amarillo, ocre, rosado).
- Bolivia- Sucre

- Virgen con el niño y San Juanito Catedral de Sucre
- Virgen con el niño y san Juanito Convento Santa Clara Sucre
- San Antonio De Padua Convento Santa Clara Sucre
- La Anunciación Catedral de Sucre
- San Juan Catedral de Sucre.

- Venezuela

- Virgen con el niño durmiendo